# Gamecocks de la Caroline du Sud
Les Gamecocks de la Caroline du Sud (en anglais : South Carolina Gamecocks) sont un club omnisports universitaire américain qui se réfère aux 19 équipes sportives féminines et masculines de l'université de Caroline du Sud.
Les installations sportives se situent sur le campus de l'université à Columbia dans l'État de Caroline du Sud aux États-Unis. 
Ses équipes participent aux compétitions universitaires organisées par la National Collegiate Athletic Association au sein de sa Division I. Elles sont membres de la division Est de la Southeastern Conference (SEC).
L'université de Caroline du Sud utilise le terme « Gamecock » (coq de combat en français) comme surnom officiel de ses athlètes et équipes tandis que leur mascotte est appelée « Cocky ».
Auparavant, les termes « Fighting Gamecocks » et « Lady Gamecocks » étaient utilisés pour désigner respectivement les équipes masculines et féminines mais cette distinction entre les genres a été interrompue d'une part pour éliminer tout préjugé sexiste dans le département des sports et d'autre part pour contrer les idées fausses associant la mascotte aux combats sanglants.

## Sports représentés
La Caroline du Sud possède huit programmes sportifs masculins et onze féminins qui participent aux compétitions organisées par la NCAA.
Ces programmes sont membres de la Southeastern Conference, à l'exception du programme masculin de football qui est membre de la Sun Belt Conference et du programme féminin de beach-volley qui est membre de la Coastal Collegiate Sports Association (en).
| Hommes (8)                                  | Femmes (10)       |
| ------------------------------------------- | ----------------- |
| Athlétisme†                                 | Athlétisme†       |
| Basketball                                  | Basketball        |
| Golf                                        | Golf              |
| Natation/Plongeon                           | Natation/Plongeon |
| Tennis                                      | Tennis            |
| Football (soccer)                           | Football (soccer) |
| Baseball                                    | Équitation        |
| Football américain                          | Cross country     |
|                                             | Beach Volley      |
|                                             | Volleyball        |
| † – Athlétisme en salle et/ou en plein air. |                   |

## Historique des conférences
Les programmes de basket-ball masculin et le football américain de l'université de Caroline du Sud ont été membres de la Southern Conference de 1922 jusqu'en 1953, année où ils deviennent membres fondateurs de l'Atlantic Coast Conference.
Les Gamecocks se retirent officiellement de l'ACC le 30 juin 1971, l'entraîneur principal de football américain Paul Dietzel s'opposant à la règle de cette conférence qui exigeait un score minimum de 800 au test d'aptitude scolaire (SAT) pour pouvoir obtenir une bourse d'études sportives.
Les programmes de l'USC ont ensuite concouru en tant qu'équipes indépendantes jusqu'en 1983, date à laquelle ils rejoignent la Metro Conference pour tous les sports sauf le football américain (non pratiqué dans cette conférence) et le football masculin (soccer). En 1991, les Gamecocks deviennent membre de la Southeastern Conference à l'occasion de son expansion à douze universités réparties en deux divisions, l'USC devenant membre de la division Est.
L'équipe masculine de football (soccer) reste indépendant, la SEC n'organisant pas de compétition dans ce sport, bien qu'elle ait rejoint la Metro Conference  pour les saisons 1993 et 1994. Elle devient membre de la Conference USA de 2005 jusqu'en 2021. La saison suivante l'USC rejoint en compagnie de Kentucky (seule autre université de la SEC à posséder une équipe de soccer masculine), la Sun Belt Conference. L'équipe féminine de beach-volley a également été indépendante avant de rejoindre la Coastal Collegiate Sports Association (en) pour la saison 2015–16.

## Football américain
L'équipe de football américain des Gamecocks représente l'université dans la NCAA Division I Football Bowl Subdivision (FBS) au sein de la division Est de la Southeastern Conference (SEC).
L'équipe joue ses matchs à domicile au Williams-Brice Stadium.
Son palmarès inclut le titre 2010 de la division Est de la SEC, le titre de champion 1969 de la conférence ACC, dix victoires lors des bowls d'après saison régulière et plusieurs classements dans le top 25 du CFP, de l'AP et du Coache's Poll.
Son plus célèbre joueur est le running back George Rogers lequel remporte d'une part le trophée Heisman en 1980 et, d'autre part, au niveau professionnel, le Super Bowl XXII avec les Redskins de Washington. Il fait partie des gamecocks intronisés au College Football Hall of Fame au même titre que le wide receiver Sterling Sharpe.

## Basket-ball

### Féminin
L'équipe féminine de basket-ball des Gamecocks de Caroline du Sud représente l'université de Caroline du Sud et est membre de la Southeastern Conference (SEC).
Au cours des années 1980, les Gamecocks ont remporté cinq titres de champion de la saison régulière et trois tournois de la Metro Conference. Sous la direction de leur entraîneur principal actuel Dawn Staley, triple médaillée d'or olympique, le programme remporte quatre années de suite (2014-2017) le championnat de la saison régulière de la conférence SEC et 3 années de suite (2015-2017) son tournoi final. Sous Staley, les Gamecocks sont désignés pendant quatre saisons consécutives (2014-2017) tête de série no 1 du tournoi final NCAA. La saison 2015 voit également l'équipe remporter son premier titre de champions régionaux de la NCAA sur les deux disputés (2015, 2017) et se qualifier pour la première fois de l'histoire de l'université pour le Final Four.
Plus récemment, les Gamecocks ont remporté le tournoi national 2017 de la Division I de la NCAA, soit le premier championnat national jamais remporté par une équipe de basket-ball de l'université.
L'équipe féminine de basket-ball joue ses matchs à domicile à la Colonial Life Arena, salle d'une capacité de 18 000 places qu'elle partage avec l'équipe masculine.

## Palmarès des programmes
| Sports                | Sports                | Titres | Entraîneurs (depuis)     | Complexes                          |
| --------------------- | --------------------- | --- | ------------------------ | ---------------------------------- |
| Baseball (en)         | Baseball (en)         | Champion de la division Est de la SEC : 7 (2016, 2012, 2011, 2003, 2002, 2000, 1999) Champion saison régulière de la SEC : 3 (2011, 2002, 2000) Champion de la conférence SEC : 1 (2004) Apparitions au tournoi final NCAA : 30 Champion du tournoi régional NCAA : 16 Apparitions au College World Series : 11 Finaliste tournoi final NCAA : 4 (2012, 2002, 1977, 1975) Champion NCAA : 2 (2011, 2010) Médaillé olympique : 1 (2000) | Mark Kingston (en)(2017) | Founders Park                      |
|                       |                       | |                          |                                    |
| Basket-ball           | Hommes (en)           | Champion de la saison régulière en Southern Conference : 4 (1945, 1934, 1933, 1927) Champion du tournoi de la Southern Conference : 1 (1933) Finaliste du tournoi de la Conférence ACC : 1 (1970, 1957) Champion du tournoi de la Conférence ACC : 1 (1971) Champion de la division Est SEC : 2 (2009, 1997) Champion de la saison régulière en SEC : 1 (1997) Finaliste du tournoi final de la SEC : 2 (2006, 1998) Champion du National Invitation Tournament : 2 (2006, 2005) Apparitions au tournoi final NCAA : 9 Final Four NCAA : 1 (2017) Médaillé olympique : 1 (1972)                | Frank Martin (2012)      | Colonial Life Arena                |
| Basket-ball           | Femmes (en)           | Champion NWIT (en) : 1 (1979) Champion Metro Conference (en) : 5 (1991, 1990, 1989, 1988, 1986) Champion du tournoi de la Metro Conference : 3 (1989, 1988, 1986) Champion de la SEC : 8 (2014, 2015, 2016, 2017, 2020, 2022, 2023, 2024) Champion du tournoi de la SEC : 7 (2015, 2016, 2017, 2018, 2020, 2021, 2023, 2024) Apparitions au tournoi final AIAW : 2 (1973, 1980) Tournoi Final Four AIAW : 1 (1980, 3e place) Apparition au tournoi final NCAA : 20 Final Four NCAA : 6 (2015, 2017, 2021, 2022, 2023, 2024) Champion NCAA : 2 (2017, 2022, 2024) Médaillé olympique : 1 (2004) | Dawn Staley (2008)       | Colonial Life Arena                |
|                       |                       | |                          |                                    |
| Cross Country féminin | Cross Country féminin | Champion de la Metro Conference : 3 (1990, 1989, 1988) | Stan Rosenthal (2001)    |                                    |
|                       |                       | |                          |                                    |
| Équitation féminin    | Équitation féminin    | Champion SEC : 2 (2014, 2013) Champion national NCEA Hunt Seat : 3 (2007, 2006, 2005) Champion national NCEA : 3 (2015, 2007, 2005) | Boo Duncan (1998)        | One Wood Farm                      |
|                       |                       | |                          |                                    |
| Football américain    | Football américain    | Champion de la SEC : 1 (1933) Champion de l'ACC : 1 (1969) Champions de la division Est de la SEC : 1 (2010) Bowls disputés : 25 (10 victoires, 15 défaites) Trophée Heisman : 1 (1980 – George Rogers) | Shane Beamer (2020)      | Williams-Brice Stadium             |
|                       |                       | |                          |                                    |
| Golf                  | Hommes (en)           | Finaliste tournoi de l'ACC : 1 (1968) Champion de l'ACC : 1 (1964) Champion individuel de la Metro Conference : 2 (1991, 1990) Finaliste tournoi de la Metro Conference : 5 (1990, 1989, 1988, 1986, 1984) Champion de la Metro Conference : 1 (1991) Champion individuel en SEC : 2 (2015, 1998) Finaliste tournoi de la SEC : 4 (2015, 2013, 2008, 1998) Apparitions au tournoi final NCAA : 26 Champion individuel régional NCAA : 2 (2001 Ouest, 1999 Est) Champion régional NCAA : 1 (2007 Ouest)                                                                                         | Bill McDonald (2007)     | Cobblestone Park                   |
| Golf                  | Femmes                | Champion individuel Conférence Metro : 1 (1989) Champion Conférence Metro : 1 (1990) Champion individuel dans la SEC : 2 (2002, 2001) Finaliste du tournoi de la SEC : 1 (2015) Champion de la SEC : 1 (2002) Apparitions tournoi final NCAA : 23 Champion individuel régional NCAA : 3 (2017 Columbus, 2010 Est, 2008 Est, 1995 Est) Champion régional NCAA : 5 (2017 Columbus, 2016, 2015 Est, 2012 Est, 2010 Est) | Kalen Anderson (2007)    | Cobblestone Park                   |
|                       |                       | |                          |                                    |
| Soccer                | Hommes (en)           | Champion de la Metro Conference : 1 (1993) Champion Conference USA : 1 (2011) Champion du tournoi de la Conference USA : 2 (2010, 2005) Apparitions au tournoi final NCAA : 20 Finaliste tournoi NCAA : 1 (1993) | Mark Berson (1978)       | Stone Stadium (The Graveyard)      |
| Soccer                | Femmes (en)           | Champion de la SEC : 2 (2011, 2016) Champion du tournoi de la SEC : 1 (2009) Apparitions au tournoi final NCAA : 8 | Shelley Smith (2001)     | Stone Stadium (The Graveyard) (en) |
|                       |                       | |                          |                                    |
| Beach Volley féminin  | Beach Volley féminin  | Apparition au tournoi final NCAA : 1 | Moritz Moritz (2014)     | Complexe Carolina Beach Volleyball |
|                       |                       | |                          |                                    |
| Softball (en)         | Softball (en)         | Champion de la division Est de la SEC : 4 (2002, 2001, 1999, 1997) Champion de la SEC : 1 (1997) Champion du tournoi de la SEC : 2 (2000, 1997) Apparitions au tournoi final NCAA : 18 | Beverly Smith (2010)     | Beckham Field                      |
|                       |                       | |                          |                                    |
| Natation et plongeon  | Hommes                | Champion individuel en ACC : 8 Champion de la Metro Conference : 8 (1991, 1990, 1989, 1988, 1987, 1986, 1985, 1984) Champion individuel Metro Conference : 8 Champion individuel de la SEC : 5 Apparitions au tournoi final NCAA : 30 | McGee Moody (2007)       | The Carolina Natatorium            |
| Natation et plongeon  | Femmes                | Champion de la Metro Conference : 6 (1990, 1989, 1988, 1986, 1985, 1984) Champion individuel Metro Conference : 4 Champion individuel de la SEC : 12 Apparitions au tournoi final NCAA : 30 Champion individuel NCAA : 1 (2004– Allison Brennan) | McGee Moody (2007)       | The Carolina Natatorium            |
|                       |                       | |                          |                                    |
| Tennis                | Hommes                | Champion de l'ACC : 1 (1968) Champion du tournoi de l'ACC : 1 (1968) Champion individuel de la Metro Conference : 3 Champion du tournoi de la Metro Conference : 6 (1991, 1990, 1989, 1987, 1986, 1985) Apparitions au tournoi final NCAA : 22 | Josh Goffi (2010)        | Carolina Tennis Stadium            |
| Tennis                | Femmes                | Champion du tournoi de la Metro Conference : 5 (1990, 1988, 1987, 1986, 1985) Apparitions au tournoi final NCAA : 24 | Kevin Epley (2012)       | Carolina Tennis Stadium            |
|                       |                       | |                          |                                    |
| Athlétisme            | Hommes                | Champion individuel en ACC : 16 (indoor), 33 (outdoor) Champion individuel en Metro Conference : 32 (outdoor) Champion individuel en SEC : 23 (indoor), 26 (outdoor) Apparitions au tournoi final NCAA : 20 (indoor), 25 (outdoor) Champion Individuel NCAA : 8 (indoor), 10 (outdoor) Médaillé olympique : 5 | Curtis Frye (1996)       | Weems Baskin Track Facility        |
| Athlétisme            | Femmes                | Champion individuel en Metro Conference : 5 (outdoor) Champion individuel en SEC : 22 (indoor), 46 (outdoor) Champion Conférence SEC outdoor : 3 (2005, 2002, 1999) Apparitions au tournoi final NCAA : 19 (indoor), 20 (outdoor) Champion individuel NCAA : 14 (indoor), 14 (outdoor) Finaliste du tournoi NCAA indoor : 3 (2003, 2001, 2000) Finaliste du tournoi NCAA outdoor : 1 (2005) Champion NCAA outdoor : 1 (2002) Médaillé olympique : 5 | Curtis Frye (1996)       | Weems Baskin Track Facility        |
|                       |                       | |                          |                                    |
| Volleyball féminin    | Volleyball féminin    | Champion du tournoi de la Metro Conference : 1 (1984) Apparitions au tournoi final NCAA : 7 | Dottie Hampton (2017)    | Volleyball Competition Facility    |